# Lope
Lope is een Spaanse film uit 2010, geregisseerd door Andrucha Waddington.

## Verhaal
De film speelt zich af in 1588 en gaat over de Spaanse toneelschrijver en dichter Lope de Vega. Lope is een jonge soldaat die terugkeert van de oorlog en net is aangekomen in Madrid. Net als honderden jonge mensen is het nog steeds onduidelijk welk pad hij wil volgen. Terwijl hij worstelt met zijn rusteloosheid en ambitie, kruisen twee vrouwen zijn leven. De ene is een liberale en succesvolle zakenvrouw die Lope helpt met zijn carrière. De andere is een aristocraat die uiteindelijk zijn ware liefde blijkt te zijn.

## Rolverdeling
| Acteur               | Personage          |
| -------------------- | ------------------ |
| Alberto Ammann       | Lope de Vega       |
| Leonor Watling       | Isabel de Urbina   |
| Pilar López de Ayala | Elena Osorio       |
| Antonio de la Torre  | Juan de Vega       |
| Juan Diego           | Jerónimo Velázquez |
| Luis Tosar           | Frai Bernardo      |
| Ramón Pujol          | Claudio            |
| Selton Mello         | Marqués de Navas   |
| Sonia Braga          | Paquita            |
| Jordi Dauder         | Porres             |
| Miguel Ángel Muñoz   | Tomás de Perrenot  |
| Antonio Dechent      | Salcedo            |
| Carla Nieto          | María de Vega      |

## Ontvangst

### Prijzen en nominaties
De film werd genomineerd voor zeven Premios Goya, waarvan de film er twee won.
| Jaar | Evenement                       | Categorie                | Genomineerde                                             | Resultaat   |
| ---- | ------------------------------- | ------------------------ | -------------------------------------------------------- | ----------- |
| 2011 | Premios Goya (25ste uitreiking) | Beste vrouwelijke bijrol | Pilar López de Ayala                                     | Genomineerd |
| 2011 | Premios Goya (25ste uitreiking) | Beste artdirector        | César Mascarrón                                          | Genomineerd |
| 2011 | Premios Goya (25ste uitreiking) | Beste productiemanager   | Edmon Roch, Toni Novella                                 | Genomineerd |
| 2011 | Premios Goya (25ste uitreiking) | Beste speciale effecten  | Raúl Romanillos, Marcelo Siqueira                        | Genomineerd |
| 2011 | Premios Goya (25ste uitreiking) | Beste kostuums           | Tatiana Hernández                                        | Gewonnen    |
| 2011 | Premios Goya (25ste uitreiking) | Beste grime en haarstijl | Karmele Soler, Martín Macías Trujillo, Paco Rodríguez H. | Genomineerd |
| 2011 | Premios Goya (25ste uitreiking) | Beste origineel nummer   | Jorge Drexler ("Que el soneto nos tome por sorpresa")    | Gewonnen    |